# Wólka Kobylańska
Wólka Kobylańska – wieś sołecka w Polsce położona w województwie mazowieckim, powiecie mińskim, gminie Dobre.
| SIMC    | Nazwa      | Rodzaj    |
| ------- | ---------- | --------- |
| 0670686 | Pełkowizna | część wsi |

W latach 1975–1998 miejscowość administracyjnie należała do województwa siedleckiego.
Wierni Kościoła rzymskokatolickiego należą do parafii św. Mikołaja w Dobrem.